# 2010年東レ パン・パシフィック・オープンダブルス
決勝はノーシードペア同士の争いとなり、イベタ・ベネソバ&バルボラ・ストリコバ組が、シャハー・ピアー&彭帥組を6–4, 4–6, [10–8]のファイナルタイブレークで破り優勝した。

## シード選手
| 1. ヒセラ・ドゥルコ / フラビア・ペンネッタ (ベスト8) 2. クベタ・ペシュケ / カタリナ・スレボトニク (ベスト8) | 1. 詹詠然 / リーゼル・フーバー (ベスト4) 2. バニア・キング / ヤロスラワ・シュウェドワ (1回戦) |

## ドロー表

### 略語の意味
- Q = Qualifier - 予選勝者
- WC = Wild Card - 主催者推薦
- LL = Lucky Loser - 予選敗者繰り上がり
- ALT = Alternate - 補欠
- SE = Special Exempt - 予選免除
- PR = Protected Ranking - プロテクトランキング
- w/o = Walkover - 不戦勝
- r = Retired - 棄権
- d = Defaulted - 失格